# Philippa Neville
Philippa Neville (vers 1387 – après juillet 1453) est une femme de la noblesse anglaise et un membre de la famille Neville.

## Biographie
Née vers 1386, Philippa Neville est la troisième fille de Ralph Neville, 1er comte de Westmorland, et de sa première épouse Margaret Stafford. Peu avant le 20 juillet 1399, son père lui fait épouser Thomas Dacre, 6e baron Dacre, un important baron du Cumberland dont il recherche l'alliance.
Principalement établie au château de Naworth, Philippa Neville mène une existence obscure pendant son mariage. D'ailleurs, on ignore la date exacte de son décès : tout juste peut-on affirmer qu'elle est toujours vivante le 8 juillet 1453. Son époux meurt quant à lui le 5 janvier 1458.

## Descendance
De son mariage avec Thomas Dacre, Philippa Neville a neuf enfants :
- Thomas Dacre (vers 1410 – 15 janvier 1448), épouse Elizabeth Bowet ;
- Ralph Dacre (vers 1412 – 29 mars 1461), 1er baron Dacre de Gilsland, épouse Eleanor FitzHugh ;
- Humphrey Dacre (vers 1424 – 30 mai 1485), 1er baron Dacre de Gilsland, épouse Mabel Parr ;
- Ralph Dacre ;
- Richard Dacre ;
- George Dacre ;
- John Dacre ;
- Joan Dacre, épouse Thomas Clifford, 8e baron de Clifford ;
- Margaret Dacre, épouse John le Scrope.